# Panisme
Le panisme désigne toute idéologie qui promeut l'unification (par la langue, l'ethnie, la culture...) de personnes considérées comme appartenant à un seul et même peuple dans une seule structure étatique. Le panisme est un concept de géopolitique en ce qu'il a été le véhicule d'idéologies d'unifications nationales ou d'impérialismes.

## Concept
Le concept de panisme est fondé par l'un des premiers membres de la géopolitique allemande du XIXe et début du XXe siècle, Karl Haushofer. Il utilise le terme de Pan-Ideen, fondé sur le mot pan qui désigne le tout en grec. Le panisme, ou pan-idée, est alors défini comme « une représentation géopolitique fondée sur une communauté d’ordre ethnique, religieuse, régionale ou continentale ». Haushofer nomme ainsi panisme toute idéologie qui promeut l'unification (ou la réunification) de populations géographiquement éclatées dans un tout politique. Il est lui-même paniste, car il considère que l'Allemagne a pour vocation à dominer la zone qu'il appelle « paneuropéenne ».
Le concept continue d'être utilisé après la fin de la géopolitique allemande du XIXe siècle. Il désigne aujourd'hui toute idéologie qui vise à rassembler en une unité politique des peuples considérés comme devant être unis (sur des critères de langue, de religion, d'appartenance à un même continent, etc.). François Thual définit les panismes comme « des mouvements politico-idéologiques où le regroupement de tous les membres d'une communauté éparse devient l'objectif fondamental des dispositifs géopolitiques ».
Si les panismes peuvent reposer sur des éléments historiques vrais, ils sont souvent motivés par des mythes de l'âge d'or et par la perception d'un manque d'unification d'une communauté ; ils fonctionnent donc souvent par idéalisation et reposent souvent sur une conception maximaliste du territoire ou de la population à englober. Jean-Baptiste Duroselle considère ainsi le panisme comme menant nécessairement à un échec politique, et causant, par la tentative de son accomplissement, des enchaînements de conflits armés.

## Exemples

### Panisme ethno-linguistique
Le panturquismeLe panturquisme existe au moins depuis le XIXe siècle au sein de l’Empire ottoman. L'idéologie nationaliste des Jeunes-Turcs l'incite à commettre le génocide arménien à partir de 1915 pour unifier ethniquement la Turquie. Défait lors de la Première Guerre mondiale, l'empire est démantelé et certaines de ses provinces deviennent des entités indépendantes (traité de Sèvres). Depuis lors, le panturquisme comme idéologie cherche à rassembler tous les peuples turcs et turcophones du continent eurasiatique, de la Méditerranée à la Chine (Iran, Caucase, Chypre, etc.) Il cherche à se lier les républiques turcophones d’Asie centrale afin de bénéficier du passage des oléoducs et gazoducs. Le panturquisme moderne, né de la fin de la Guerre froide et de l'indépendance de pays turcophones, est principalement soutenu par les franges nationalistes.
Le panarabismeLe panarabisme se caractérise par des rivalités entre le nationalisme arabe et le panislamisme (pas toujours arabe, ex : les Turcs). L’arabité se fonde sur la langue, la culture et l’histoire et cherche, dans le cadre du panisme arabe, à s’unifier de l’Atlantique au golfe Persique. L’histoire du nationalisme arabe s’explique aussi en raison de son opposition à la domination ottomane (les Turcs). Cet arabisme a été attiré en partie par l’Occident tandis qu’une autre branche défendait l’Islam dans le cadre d’un califat arabe.
Le pangermanismeLe pangermanisme est soutenu par les franges nationalistes allemandes et fait l'objet de débats académiques et politiques dès la fin du XIXe siècle en Allemagne. L’objectif est de rassembler tous les peuples de langue allemande, ou bien dans un espace culturellement allemand et germanophone homogène, ou bien (paneuropéisme) dans un espace encore plus vaste qui unifie l’Europe. Les deux grands géopolitologues allemands sont Friedrich Ratzel (1844-1904) et Karl Haushofer (1869-1946), qui s'appuient sur le concept de Lebensraum. Stimulé par le traité de Versailles et la création de nouveaux États (Pologne, Tchécoslovaquie, États Baltes, Yougoslavie), le pangermanisme est un thème de prédilection de l'extrême-droite allemande pendant l'entre-deux-guerres. Il culmine avec le Troisième Reich,.
Le panslavismeLe panslavisme veut réunir tous les peuples slaves. Cette vision a été défendue par la Russie (tout régime politique confondu : Empire russe, URSS et Russie).
Le panceltismeIl a joué et joue un certain rôle dans le mouvement breton (voir l'article Bretons).

### Panisme religieux
Un panisme religieux vise à regrouper dans une seule entité une communauté de croyants.
Le panisme religieux le plus dynamique est le panislamisme. Son but est d’unifier le monde musulman. À la différence de l’arabité, faisant référence à l’ethnicisme, l’islamisme s’appuie sur la communauté religieuse, l’oumma. Cela nécessite une réunification des différentes écoles de pensée ; ainsi, chez les sunnites, il s'agirait de reformer l'unité des écoles malikite, hanafite, hanbalite et chaféite ; ainsi que de les regrouper avec les chiites et les kharidjites.

### Panisme continental
Les panismes continentaux visent à unifier un continent entier, sous l'égide d'une puissance hégémonique dominante, et souvent sur des critères ethniques ou culturels qui font appel à l'argument d'antériorité.
Un panisme continental obéit à une représentation fantasmée de l'unité d'un territoire à l'échelle d'un continent, en gommant ses divergences majeures. Ainsi, la charte constitutive de l'Organisation de l'unité africaine proclame l'unité du continent africain, sans définir l'Afrique dans ses limites et ses spécificités. La doctrine Monroe fonde la suprématie des États-Unis sur l'ensemble du continent américain et constitue une forme de panisme américain.